# М'ясопуст
М'ясопуст — у слов'янській традиції період, що відзначається протягом тижня після загальниці й перед Масницею. Це останній тиждень перед Великим постом, коли можна вживати м'ясо.
Збігається з тижнем після неділі блудного сина, тобто другий тиждень перед постом.

## Святкування у інших країнах

### Польща
У польській традиції це свято називається пол. ostatki, zapusty, mięsopust та означає останні дні карнавалу, починаючи з Масного четверга і завжди закінчуючи вівторком. Наступний день - Попільна середа - знаменує початок Великого посту та очікування Великодня. Обидва свята є рухомими. У М'ясопуст влаштовують останні урочисті гуляння і бали перед наступним періодом утримання.

### Бразилія
Найбільшим карнавальним балом є карнавал у Ріо-де-Жанейро, який починається в останню п'ятницю перед Попільною середою і триває п'ять днів до ранку середи.